# Новий Артополот
Новий Артополот —  колишнє село в Україні, у Чорнухинському районі Полтавської області, Хейлівщинська сільська рада.
Хутір Новий Артополот позначено на 3-версній карті 1869 р. Згідно зі «Списком населених місць Полтавської губернії за даними 1859 року», у хуторі Артополотський було 10 дворів та 50 мешканців.
Полтавська обласна рада рішенням від 15 серпня 2003 року у Чорнухинському районі виключила з облікових даних село Новий Артополот Хейлівщинської сільради.

## Географія
Село Новий Артополот знаходилося на відстані 0,5 км від села Біличеве (зняте з обліку) та за 5 км від смт Чорнухи. Село лежало на березі пересихаючого струмка Артополот.